# Sainte-Anne-des-Lacs
Sainte-Anne-des-Lacs es un municipio parroquial canadiense situado en la provincia de Quebec.

## Superficie
Sainte-Anne-des-Lacs tiene una superficie de 24,65 km².

## Demografía
En 2021, tenía 3862 habitantes, una densidad poblacional de 156,7 hab./km², y 2232 viviendas.